# Xeranthemum inapertum
Xeranthemum inapertum ist eine Pflanzenart aus der Gattung Xeranthemum.

## Merkmale
Xeranthemum inapertum ist ein einjähriger Schaft-Therophyt, der Wuchshöhen von 10 bis 40 Zentimeter erreicht. Die Pflanze ist leicht aromatisch. Die Blätter sind schmal lanzettlich, ganzrandig, meist eingerollt und unterseits dicht weißfilzig. Sie messen 20 bis 65 × 2 bis 8 Millimeter. Die Hüllblätter sind alle gleich. Sie sind breit eiförmig und kahl mit einer kurzen Stachelspitze. Die inneren sind 13 bis 17 Millimeter groß, lanzettlich und meistens hellrosa gefärbt. Die Köpfchen sind auf langen unbeblätterten Stielen angeordnet. Sie sind länger als breit und enthalten 30 bis 45 Blüten.
Die Blütezeit reicht von Juni bis August.
Die Chromosomenzahl beträgt 2n = 28.

## Vorkommen
Xeranthemum inapertum kommt im östlichen Mittelmeerraum sowie montan im ostsubmediterranen, kontinentalen Bereich vor. Die Art wächst in offenen Kiefernwäldern, Phrygana und Igelpolsterheiden in Höhenlagen von 500 bis 1800 Meter. In der Schweiz kommt die Art an wenigen Standorten im mittleren Rhonetal (Wallis) vor.